# Bad Brückenau
Bad Brückenau er en by i Landkreis Landkreis Bad Kissingen i Regierungsbezirk Unterfranken i den tyske delstat Bayern. Det er en kurby, og ligger i den bayerske del af bjergområdet Rhön.

## Geografi
Bad Brückenau ligger i dalen til floden Sinn (en biflod til Fränkische Saale), i de vestlige udløbere af Kuppenrhön, der er de nordlige udløbere af Rhön.

### Nabokommuner
Nabokommuner er
- Oberleichtersbach,
- Markt Geroda,
- Riedenberg,
- Markt Schondra
- Züntersbach.

### Inddeling
Bad Brückenau består af bydelene
- Bad Brückenau (byen),
- Staatsbad Brückenau,
- Römershag,
- Volkers
- Wernarz.

## Historie
Tilbage til Karl den Stores tid var der et vadested for en „hærvej“ over floden Sinn ved Bad Brückenau, og man mener byen er opstået omkring dettes forsvarsværker.
Natten mellem den 13. og den 14. august 1876 brændte Brückenau næsten helt ned; reddet blev kun en forstad som nu udgør det gamle centrum i byen.

### Kurbadene
Allerede i det 15. århundrede nævnes et surt-smagende kildevæld fire kilometer nede i dalen, mod sydvest. Man kendte til vandets helene og lindrende egenskaber, og i 1747 byggede biskop Amandus von Buseck af Fulda et kildeanlæg. Under hans efterfølger Heinrich von Bibra, blev de første hoteller bygget, og yderligere to kilder opdaget. Barokanlæggene langs hovedaksen i Kurparken stammer fraq den tid.
I 1816, efter Napoleonskrigene, blev Brückenau en del af Bayern, og Brückenau blev favoritbad for kong Ludwig 1. af Bayern, som finansierede en gennemgribende renovering. Den centrale bygning fra den tid er Große Kursaal, bygget i nyklassicistisk stil.